# Andrena mocsaryi
Andrena mocsaryi är en biart som beskrevs av Otto Schmiedeknecht 1884. Andrena mocsaryi ingår i släktet sandbin, och familjen grävbin. Inga underarter finns listade i Catalogue of Life.